# Notwane FC
Notwane Football Club w skrócie Notwane FC – botswański klub piłkarski grający w pierwszej lidze botswańskiej, mający siedzibę w mieście Gaborone.

## Sukcesy
- I liga[1]:
  - mistrzostwo (3): 1978, 1996, 1998.

- Puchar Botswany[2]:
  - zwycięstwo (1):  1978, 1995, 1997, 2006.

## Występy w afrykańskich pucharach
| Sezon | Rozgrywki                 | Runda   | Kraj              | Klub                     | Dom | Wyjazd | Dwumecz |
| ----- | ------------------------- | ------- | ----------------- | ------------------------ | --- | ------ | ------- |
| 1979  | Puchar Zdobywców Pucharów | 1       | Lesotho           | Maseru United            | 5–4 | 1–2    | 6–6     |
| 1996  | Puchar Zdobywców Pucharów | wstępna | Eswatini          | Mhlambanyatsi Rovers FC  | 2–0 | 2–0    | 4–0     |
| 1996  | Puchar Zdobywców Pucharów | 1       | Mauritius         | Fire Brigade SC          | 1–1 | 1–0    | 2–1     |
| 1996  | Puchar Zdobywców Pucharów | 2       | Południowa Afryka | Pretoria City FC         | 0–3 | 1–2    | 1–5     |
| 1997  | Puchar Mistrzów           | wstępna | Namibia           | Blue Waters FC           | –   | –      | –       |
| 1997  | Puchar Mistrzów           | 1       | Angola            | CD Primeiro de Agosto    | 1–2 | 1–1    | 2–3     |
| 1998  | Puchar Zdobywców Pucharów | wstępna | Lesotho           | Bantu FC                 | 4–1 | 4–0    | 8–1     |
| 1998  | Puchar Zdobywców Pucharów | 1       | Angola            | CD Primeiro de Agosto    | 3–1 | 0–4    | 3–5     |
| 1999  | Puchar Mistrzów           | wstępna | Lesotho           | Lesotho Defence Force FC | 1–1 | 1–3    | 2–4     |
| 2000  | Puchar Mistrzów           | wstępna | Namibia           | Black Africa SC          | 1–1 | 2–4    | 3–5     |
| 1999  | Puchar Mistrzów           | wstępna | Etiopia           | Defence Force SC         | 1–1 | 0–1    | 1–2     |

## Stadion
Domowe mecze klub rozgrywa na stadionie o nazwie Botswana National Stadium w Gaborone, który może pomieścić 22500 widzów.

## Reprezentanci kraju grający w klubie od 2005 roku
Stan na kwiecień 2023.
| - Phadza Butale - Amos Godirwang - Katlego Keobake - Tendai Kesekile - Pius Kolagano - Jones Kwape - Richard Legwaila - Barolong Lemmenyane - Oabile Makopo - Lemogang Maswena - Moemedi Moatlhaping - Tlhalefo Molebatsi - Keolopile Molemi - Dirang Moloi - Pontsho Moloi - Tshepiso Molwantwa - Botlhe Moralo - Moreetsi Mosimanyana - Agisanyang Mosimanegape | - Jackie Mothatego - Galabgwe Moyana - Mpoeleng Mpoeleng - Talinda Nyathi - Michael Pepukani - Topo Piet - Keoagetse Radipotsane - Thato Seagateng - Gobonyeone Selefa - Keorapetse Seloiso - Tebogo Sembowa - Mompoloki Sephekolo - Thabang Sesinyi - Thato Siska - Kagiso Tshelametsi - Manqoba Ngewnya - Tafadzwa Kutinyu - Fabian Zulu |